# 真菌性鼻炎
真菌性鼻炎（しんきんせいびえん、英:fungal rhinitis）とは真菌感染を原因とする鼻炎。イヌやネコではAspergillus fumigatusを原因とするアスペルギルス症、Cryptococcus neoformasを原因とするクリプトコッカス症が真菌性鼻炎の原因として重要である。アスペルギルス症では血様、膿性鼻汁、鼻出血、くしゃみなどの症状を示し、クリプトコッカス症では肉芽腫形成、血様、膿性鼻汁などの症状を示す。治療にはケトコナゾール、イトラコナゾールなどの内服あるいはエニルコナゾール、クロトリマゾールなどの鼻腔内投与が行われる。